# Pogostemon travancoricus
Pogostemon travancoricus là một loài thực vật có hoa trong họ Hoa môi. Loài này được Bedd. miêu tả khoa học đầu tiên năm 1869.